# 南法華寺
- 壺阪
- 壷阪

南法華寺（みなみほっけじ）は、奈良県高市郡高取町壺阪にある真言宗系単立の寺院。山号は壺阪山。本尊は十一面千手観世音菩薩。一般には壺阪寺（つぼさかでら）の通称で知られる。西国三十三所第6番札所。
本尊真言：おん ばざら たらま きりく そわか　　　
ご詠歌：岩をたて水をたたえて壺阪の　庭のいさごも浄土なるらん

## 歴史
草創については不明な点が多いが、寺蔵の『南法花寺古老伝』によれば大宝3年（703年）に元興寺の弁基上人がこの山で修行していたところ、愛用の水晶の壺を坂の上の庵に納め、感得した観音像を刻んで祀ったのが当寺の始まりであるという。後に元正天皇の祈願寺となった。
平安時代、京都の清水寺が北法華寺と呼ばれるのに対し当寺は南法華寺と呼ばれ、長谷寺とともに古くから観音霊場として栄えた。承和14年（847年）には長谷寺とともに定額寺に列せられている。貴族達の参拝も盛んであり、清少納言の『枕草子』194段には「寺は壺坂、笠置、法輪、高野、石山、粉川、志賀」と霊験の寺の筆頭に挙げられている。また、寛弘4年（1007年）左大臣藤原道長が吉野参詣の途次に当寺に宿泊している。
往時は36堂60余坊もの堂舎があったが、嘉保3年（1096年）に火災にあい伽藍のほとんどが灰燼に帰した。その後、子島寺の真興上人が当寺の復興にあたり、これにより当寺は真言宗子島法流（壷坂法流）の一大道場となった。
承元5年（1211年）に大門、僧房の罹災を始め、数度の火災にあい、戦国時代には戦乱に巻き込まれている。当寺を庇護していた越智氏の滅亡と共に衰退し、残ったのは室町時代の礼堂と三重塔くらいであった。
慶長年間（1596年 - 1615年）に豊臣秀長の家臣で高取城主本多俊政が当山の伽藍復興に尽力し、江戸時代には高取藩主植村氏の庇護を受け栄えた。
本尊の十一面千手観世音菩薩は眼病封じの観音様として親しまれ眼病に霊験があるといわれ、お里・沢市の夫婦愛をうたった人形浄瑠璃『壺坂霊験記』の舞台として有名となった。
当寺は眼病に霊験があることから1961年（昭和36年）に日本で最初の養護盲老人ホーム「慈母園」が建てられている。他にも国の内外で福祉事業を展開している。大講堂の北側に建っていたが、2021年（令和3年）6月に高取町内に移転し、跡地は駐車場になっている。
1964年（昭和39年）よりインドで行っているハンセン病患者救済活動への尽力に対する返礼として、インド政府から提供された古石を使用して1983年（昭和58年）3月に完成した「天竺渡来 大観音像」は、高さ約20m、総重量1,200トンの壮大なものである。その他、インド渡来のものとしては、「天竺渡来 佛伝図レリーフ」、「天竺渡来 大石堂」などがある。

## 境内
- 八角円堂（本堂）- 江戸時代の再建。十一面千手観世音菩薩坐像を祀る。当寺の本堂は日本で初めて建立された八角堂ではないかという学説も出ている[3]。
- 礼堂（重要文化財）- 室町時代中期以前に再建されたものだが、江戸時代に大改築されている。そのため、昭和の大修理時に室町時代当時の礼堂に復元された。入母屋造、本瓦葺[3]。
- 三重塔（重要文化財）- 室町時代の明応6年（1497年）再建[3]。
- 慈眼堂 - 2006年（平成18年）秋落慶。老朽化した阿弥陀堂と回廊の部材を用いて建立された。初層には夫婦観音像、二層目には阿弥陀如来を祀る。インド人画家のカーマット氏による「釈迦佛伝図」が描かれている[3]。
- お里・沢市の像 - 人形浄瑠璃『壺坂霊験記』に出てくるお里・沢市夫婦の像[3]。
- めがね供養観音 - 高さ3ｍ。インドで制作され、日本で組み立てられた[3]。
- 天竺渡来 佛伝図レリーフ「釈迦一代記」- 1987年（昭和62年）安置。高さ3ｍ、全長50ｍ、重さ300t。奈良教育大学教授の小川清彦が原図を描き、インドのカルナータカ州カルカラで延べ5万7,000人の石彫師の手によって製作され、日本で組み立てられた[3]。
- 七福神石像
- 天竺渡来 大石堂 - 納骨永代供養堂。総重量1,500t。インドのアジャンター石窟寺院をモデルとし、延べ12万人の日本・インドの人々によって彫刻され、日本で組み立てられた。内部には石造の仏舎利塔と十一面千手観音像と大日金輪像を祀る[3]。
- 鐘楼
- 天竺渡来 大釈迦如来石像（壺阪大仏） - 2007年（平成19年）11月開眼。身丈10ｍ、台座5ｍ[3]。
- 多宝塔 - 2002年（平成14年）4月落慶。大日如来坐像（平安時代作）を祀る[3]。
- 十三重石塔
- 灌頂堂 - 2005年（平成17年）4月落慶。慶長年間（1596年 - 1615年）に本多俊政が寄進した因幡堂の部材の大部分を用いて建立された。十一面千手観音菩薩（室町時代作）、豊臣秀長公像、本多俊政公像（安土桃山時代作）を祀る[3]。
- 仁王門 - 建暦2年（1212年）建立。入母屋造、本瓦葺。解脱上人貞慶が建立に関わったとされる。1998年（平成10年）の台風により屋根が半壊したため、2003年（平成15年）に現在地に移築・修理している[3]。
- 龍蔵宮
- 大講堂 - 2000年（平成12年）落慶。弘法大師像（鎌倉時代作）を祀る[3]。
- 天竺渡来 大涅槃石像 - 1999年（平成11年）安置。全長8ｍ。インドで制作され、日本で組み立てられた[3]。
- 天竺渡来 大観音石像 - 1983年（昭和58年）3月12日開眼。全長20ｍ、全重量1200t。インド政府によって提供された古石をインドの文化勲章受章者シェノイ氏とその一門、さらに延べ7万人のインド人石工の手によって66個のパーツに分けて制作され、日本で組み立てられた[3]。
- 五百羅漢 - 奥の院があった香高山の斜面の岩肌に刻まれている[3]。

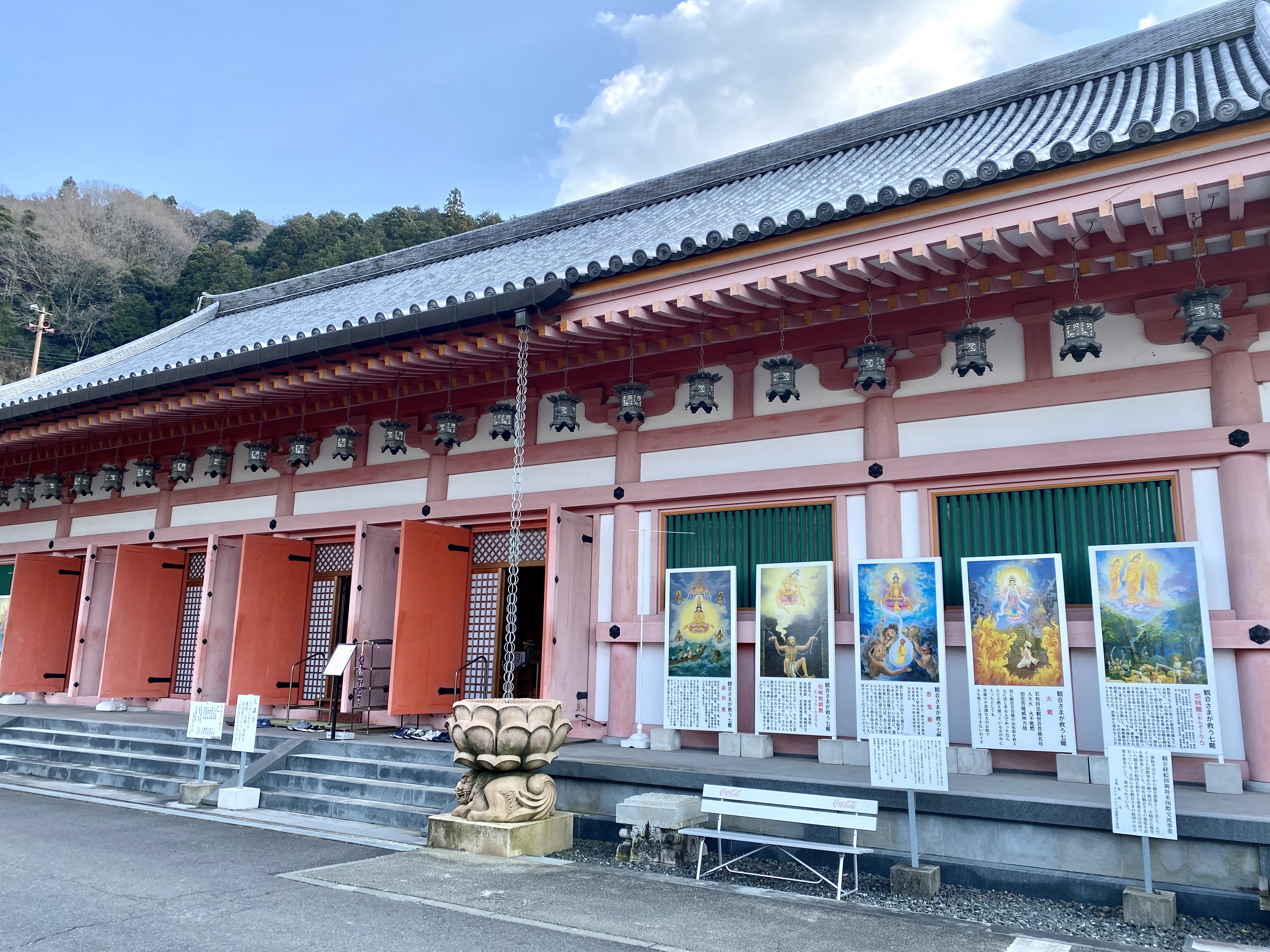
大講堂
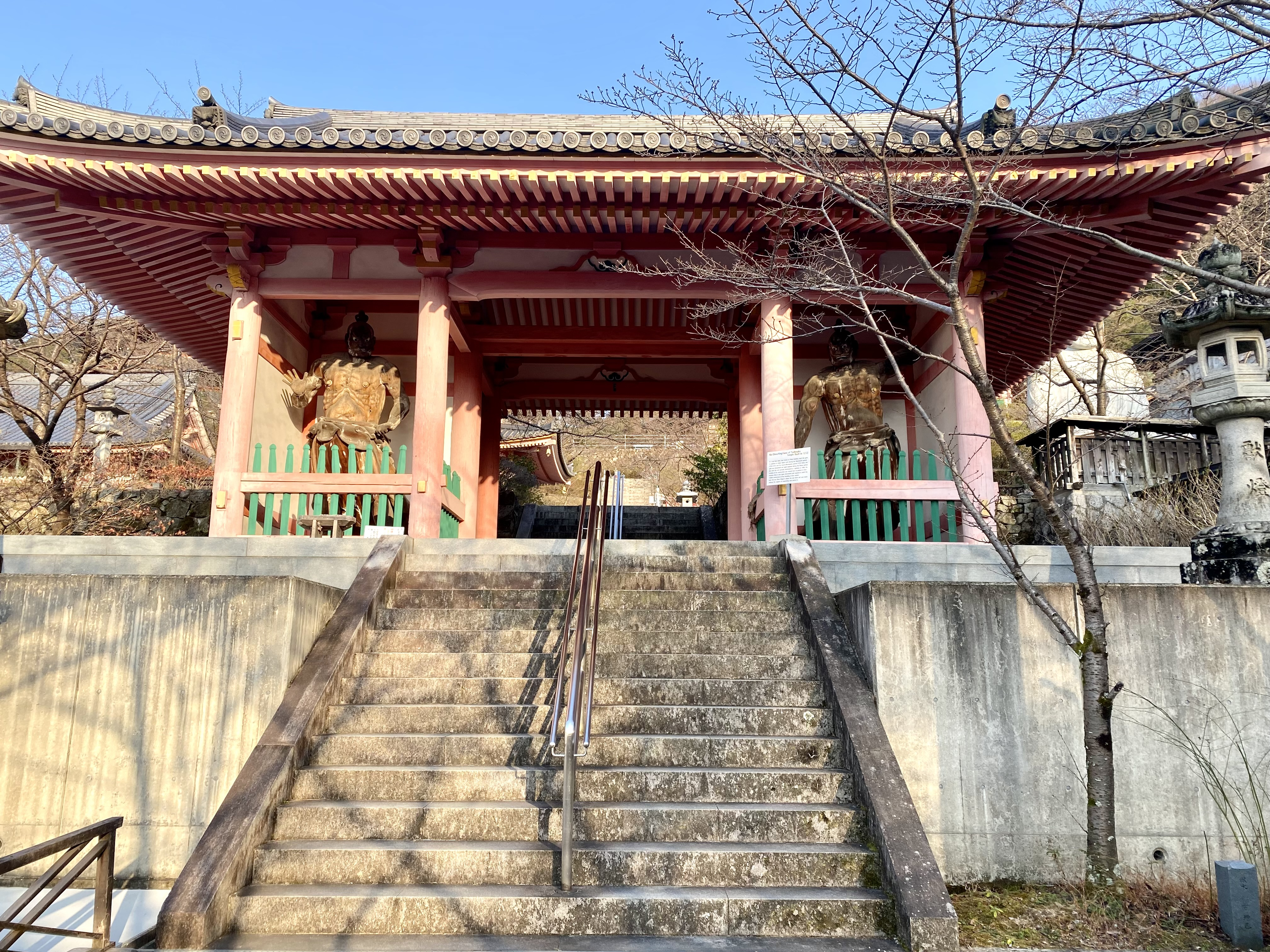
仁王門
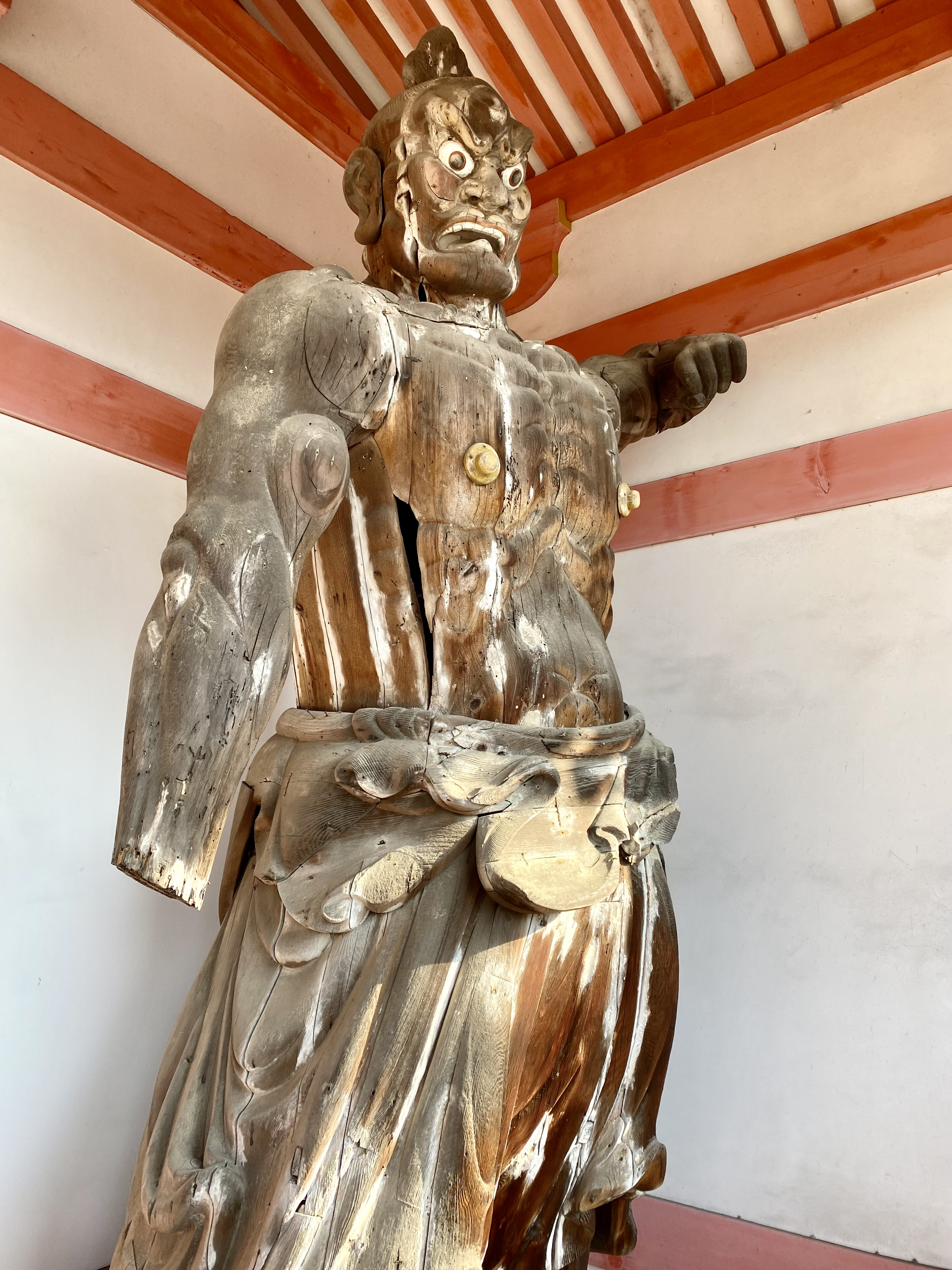
仁王像
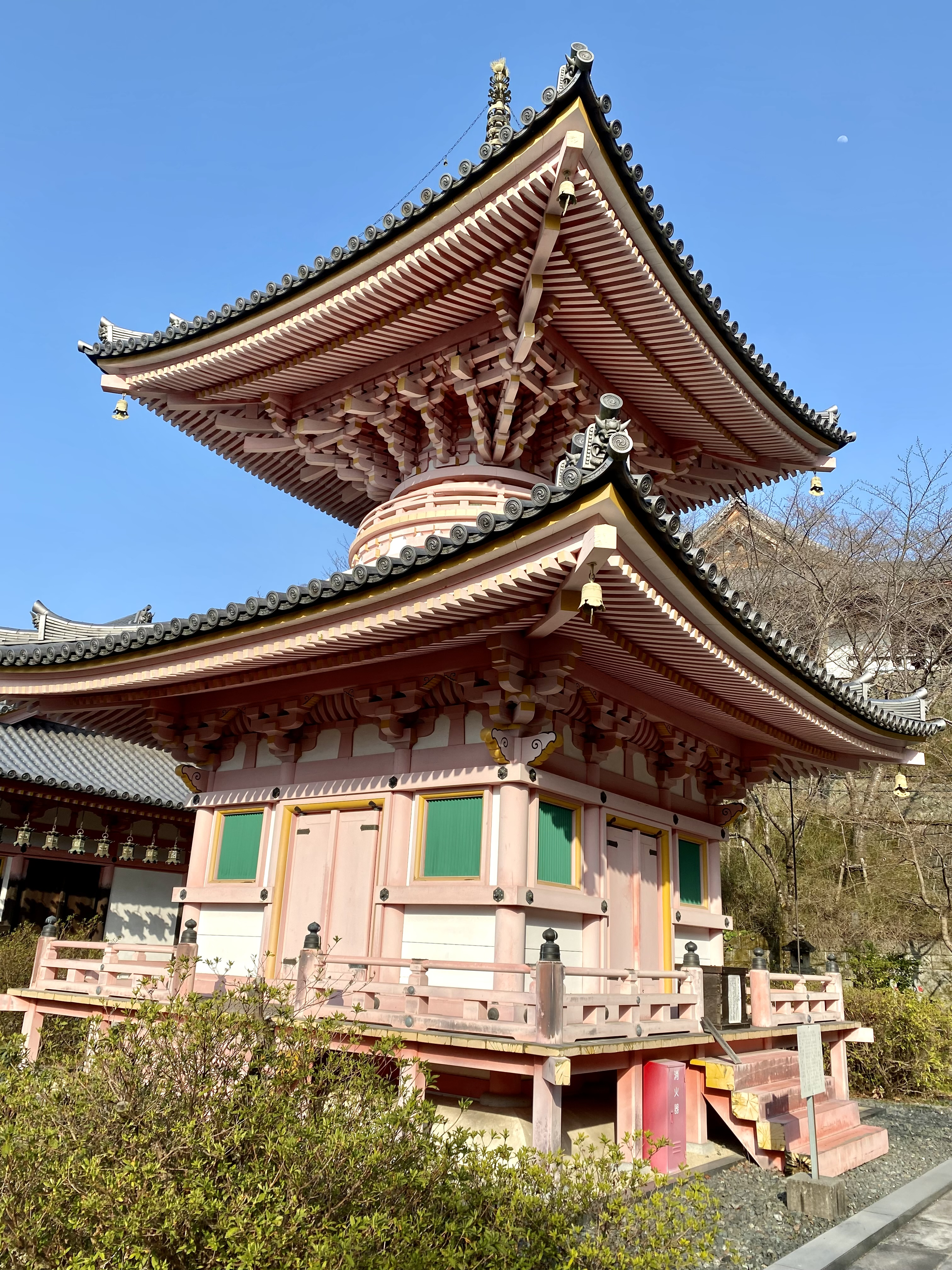
多宝塔
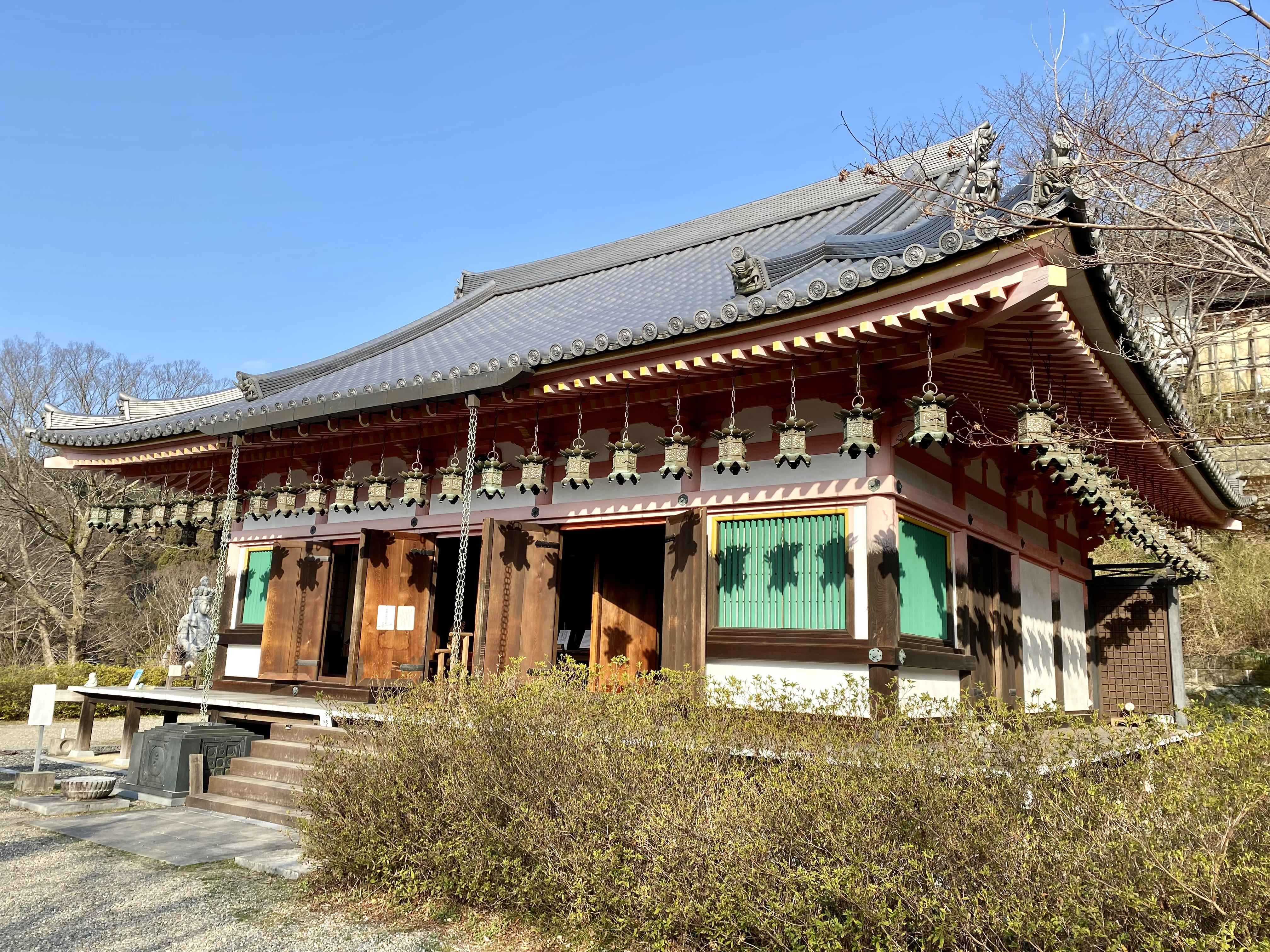
灌頂堂
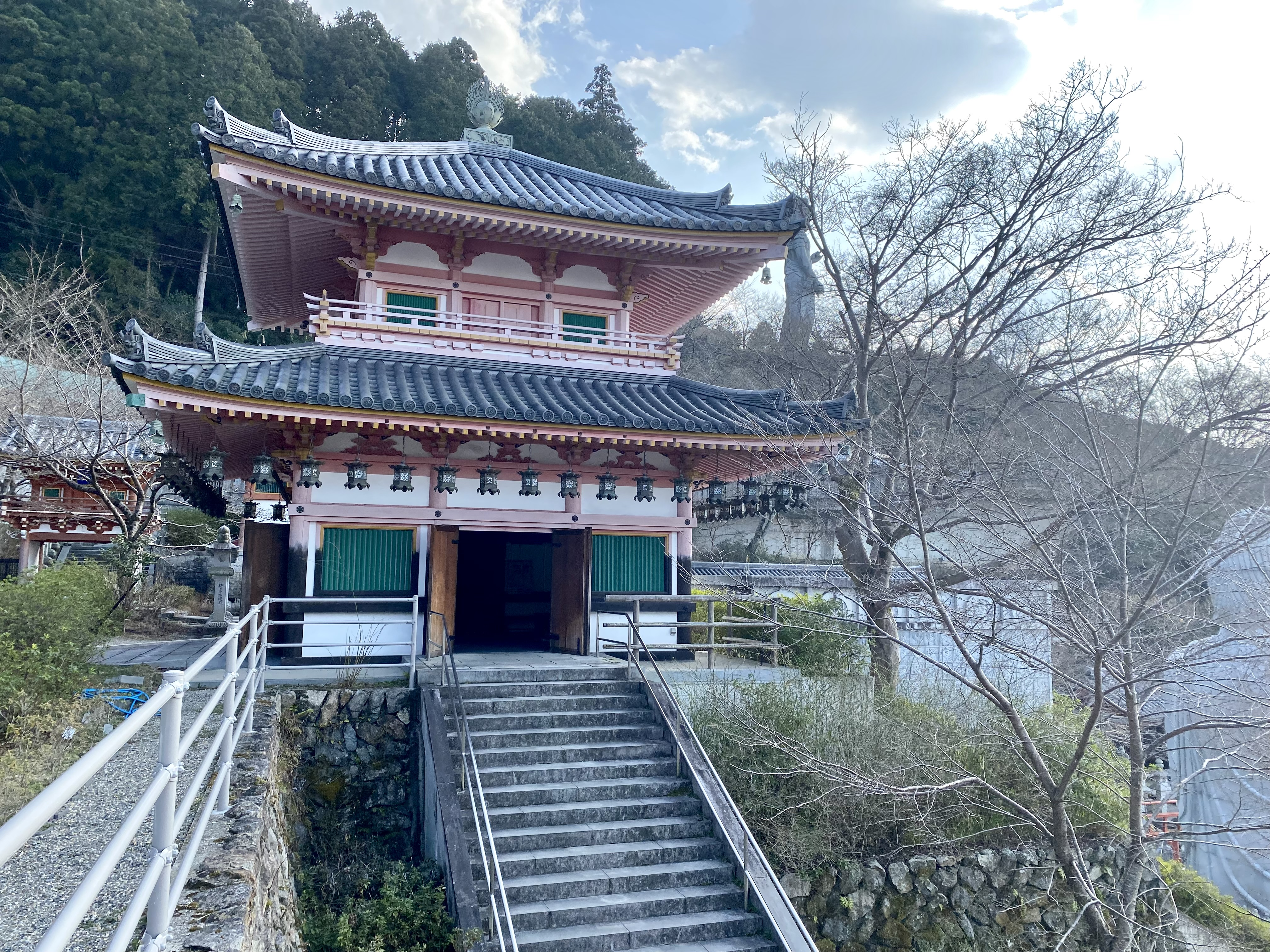
慈眼堂
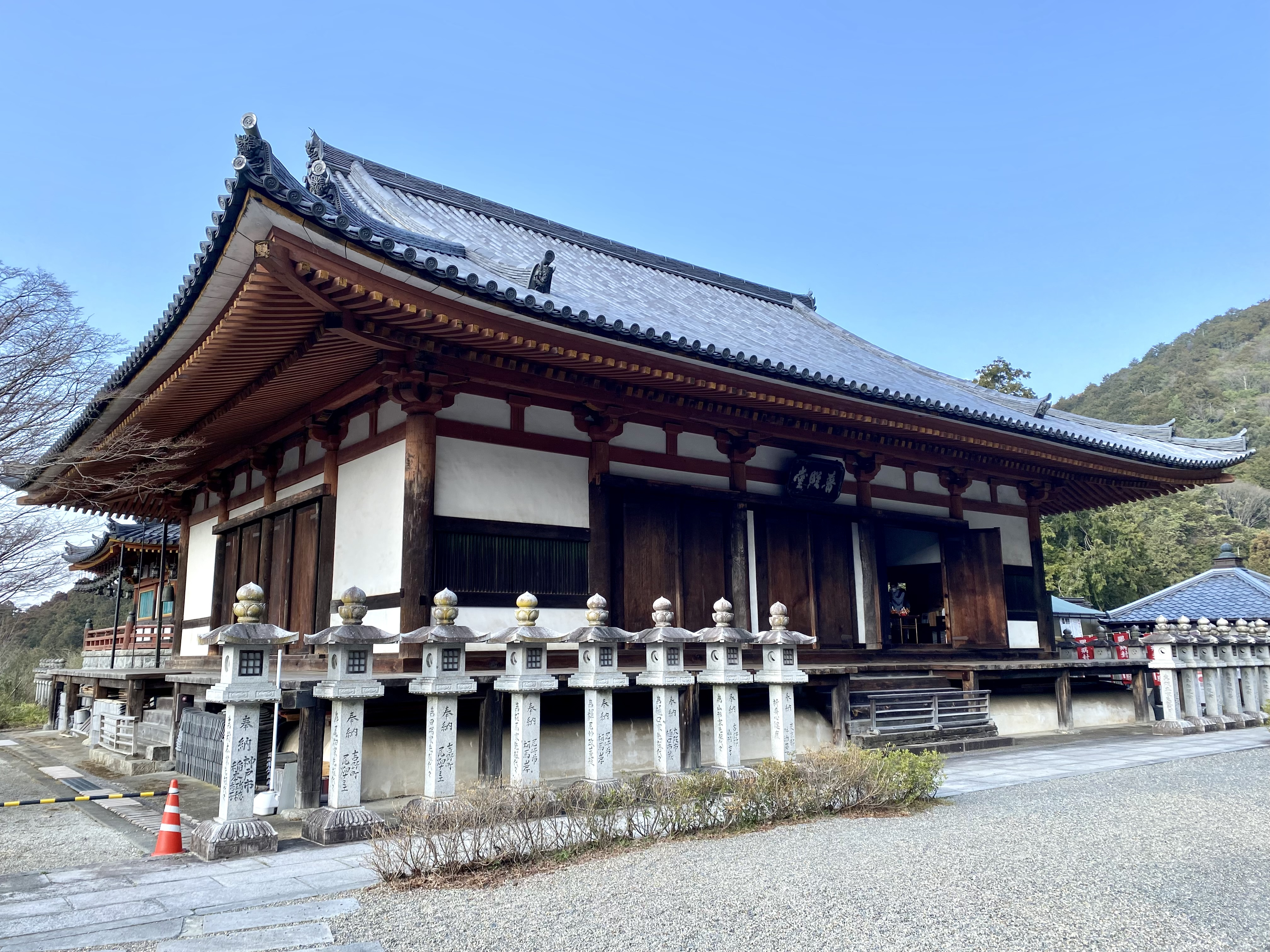
礼堂
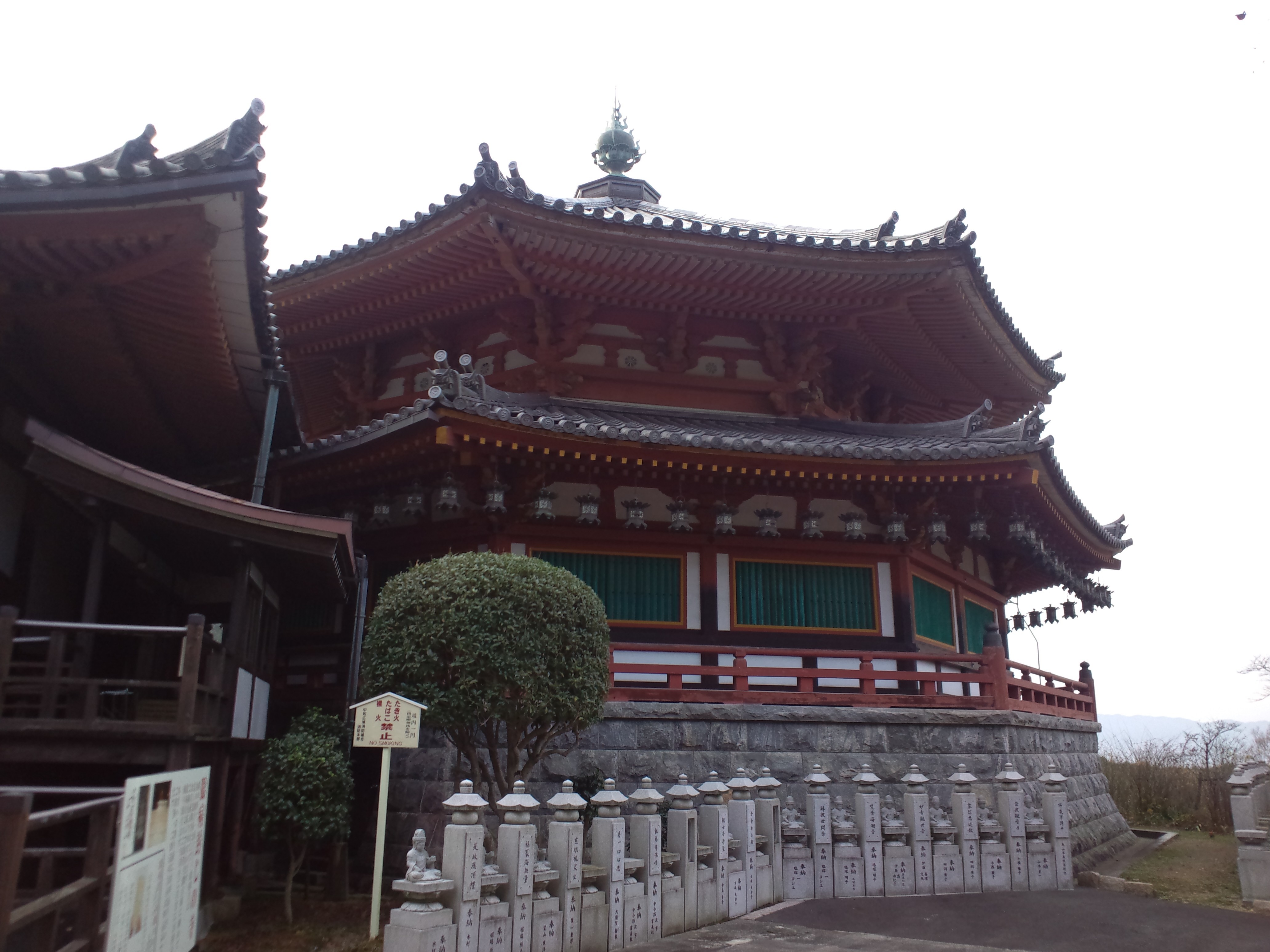
八角円堂（本堂）
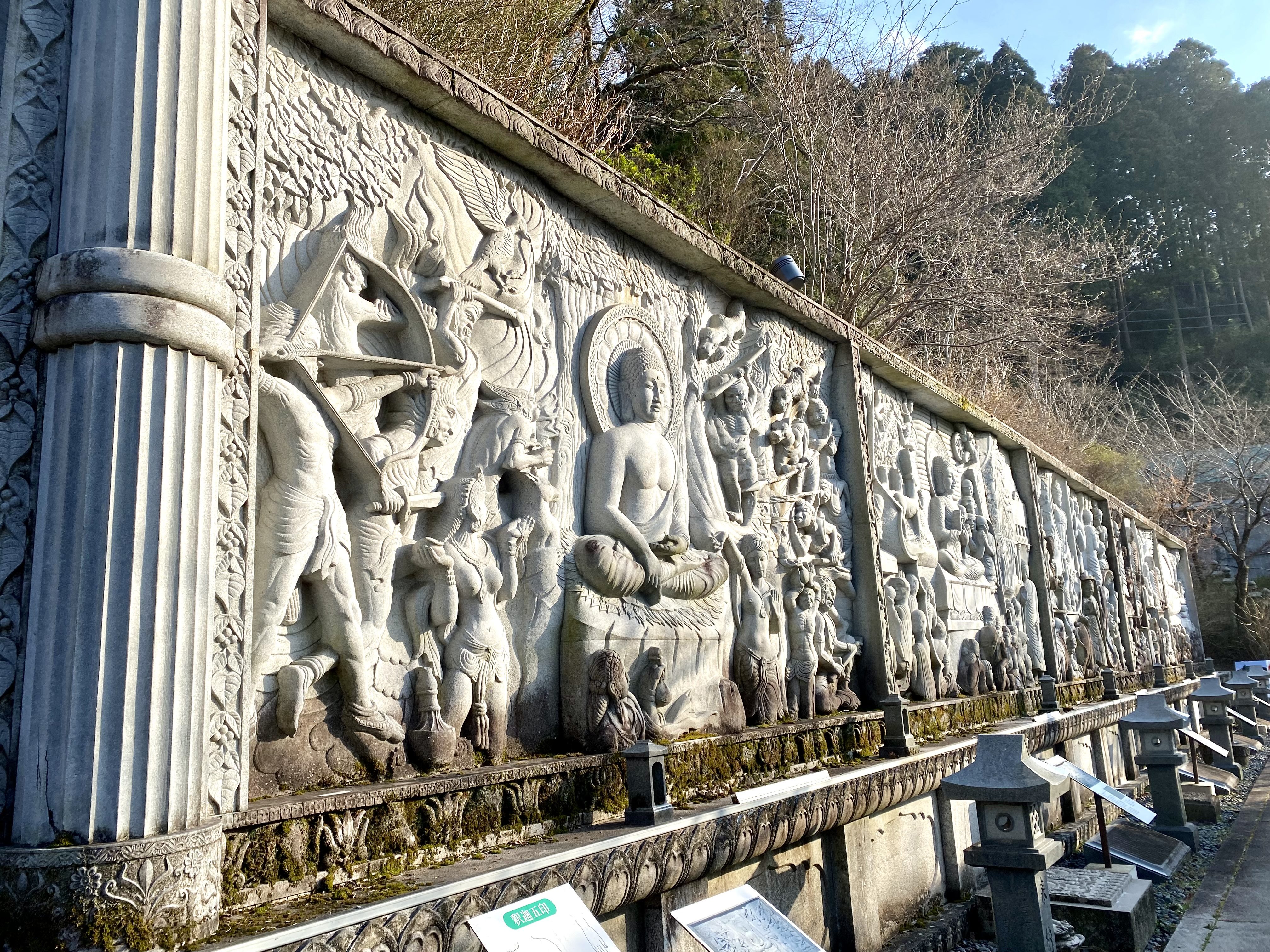
天竺渡来 佛伝図レリーフ
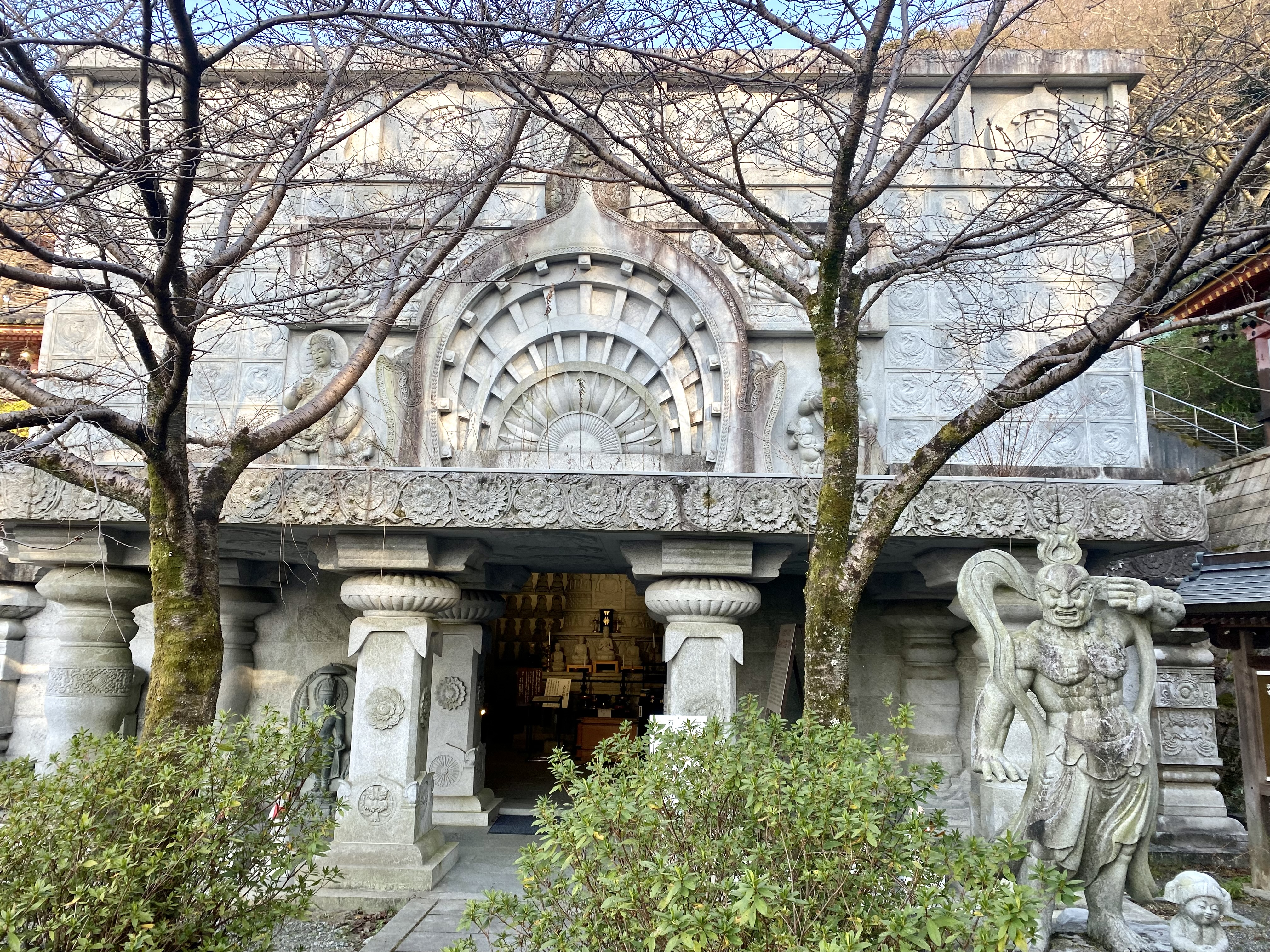
天竺渡来 大石堂入口
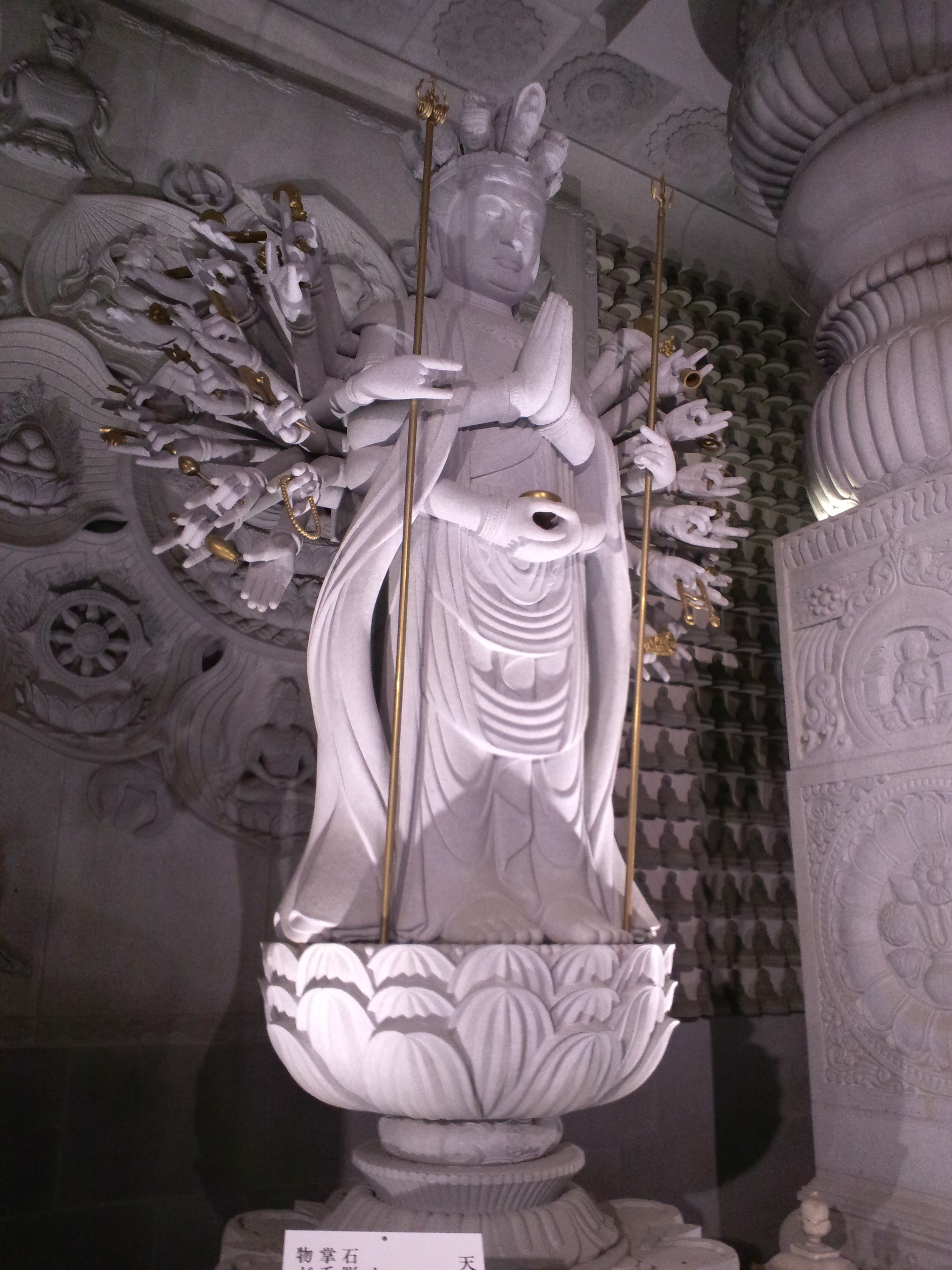
大石堂 千手観音の石像

## 文化財

### 重要文化財
- 礼堂
- 三重塔
- 鳳凰文磚 - 奈良時代前期。奈良国立博物館寄託。
- 絹本著色一字金輪曼荼羅図 - 鎌倉時代。奈良国立博物館寄託。

## 寺宝

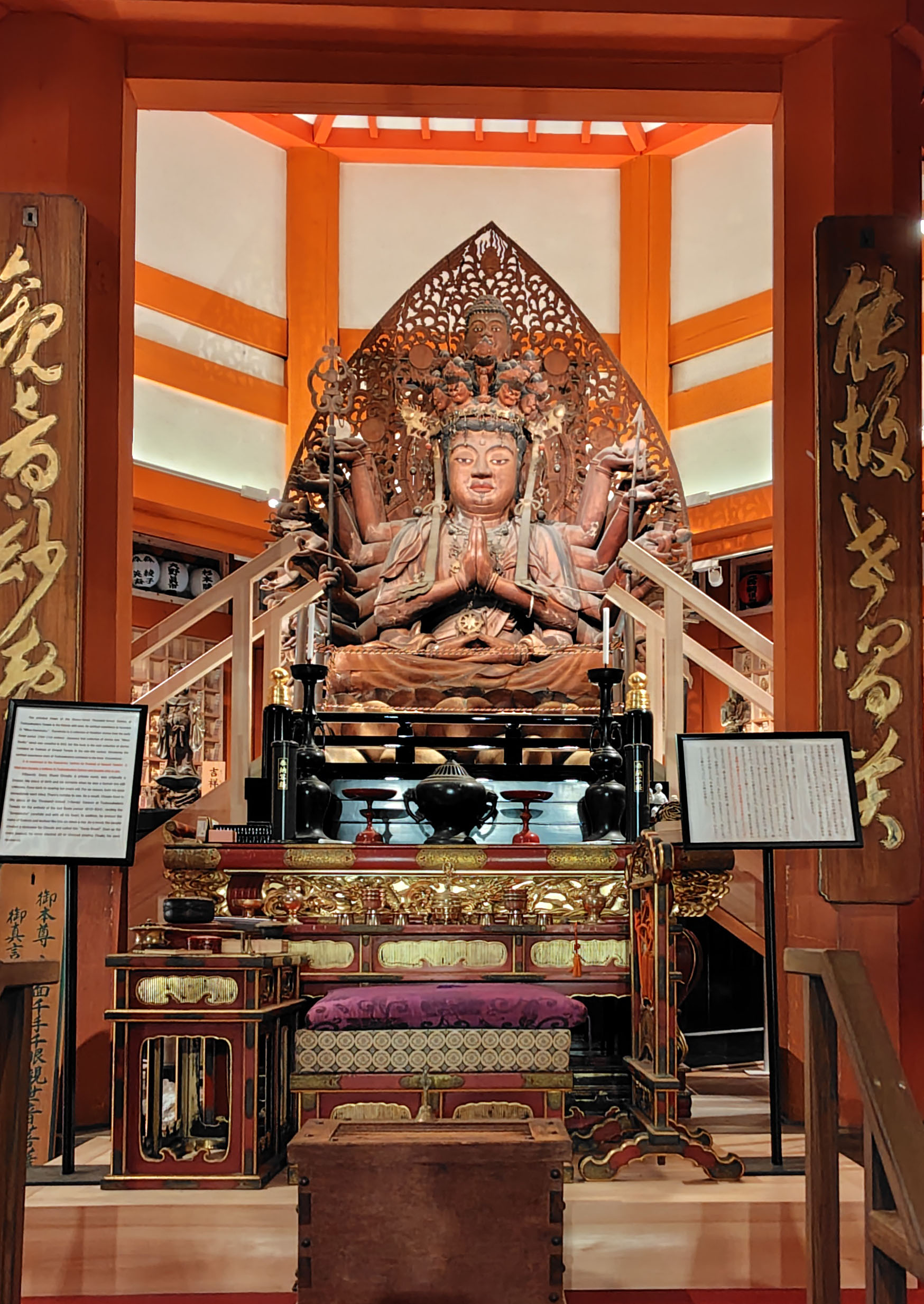
木造十一面千手観音菩薩坐像

- 木造十一面千手観音菩薩坐像 - 本尊、室町時代、樫材の寄せ木造り。
- 木造大日如来像 - 木造・漆箔、像高49.5cm、平安時代（11世紀）。
- 木造増長天 - 木造・古色、像高160.5cm、平安時代（12世紀）。
- 木造多聞天立像 - 木造・古色、像高156.2cm、平安時代（12世紀）。
- 如来坐像：推定阿弥陀如来 - 木造・古色、像高27.4cm、平安時代（12世紀）。
- 不動明王坐像 - 木造・彩色・切金、像高50.7cm、平安時代（12世紀）。

## 行事
- 2月、6月を除く毎月18日 - 観音縁日
- 8月18日 - 施餓鬼会

## 前後の札所
西国三十三所
5 葛井寺　-　6 壺阪寺（南法華寺）　-　7 岡寺（龍蓋寺）
神仏霊場巡拝の道
37 談山神社　-　38 壺阪寺（南法華寺）　-　39 金峯山寺

## 所在地
- 奈良県高市郡高取町壺阪3

## アクセス
- 近鉄吉野線 壺阪山駅より奈良交通バス壷阪寺前行きに乗り終点下車（約11分）。バス停から徒歩約5分。
- 西名阪道郡山ICから国道24号、国道169号を経由、清水谷交差点から県道119号線を約2km（案内看板あり）。有料駐車場あり（普通車1日500円）。
- 開門時間 8時30分から17時まで、年中無休。
- 入山料は大人（18歳以上）で800円、小人（高校生以下）200円、幼児（5歳以下）は無料。障害者は障害者手帳の掲示で、付き添いの介助者1名を含めて無料。団体割引あり。

## 付近の名所旧跡
- 久米寺
- 岡寺
- 飛鳥寺
- 橘寺
- 橿原神宮
- 吉野
- 高取城跡